# Statistične regije Slovenije
Statistične regije Slovenije so ena izmed teritorialnih ravni, za katere Statistični urad RS zbira in izkazuje statistične podatke. Regionalni podatki se uporabljajo za podporo regionalnemu razvoju, pri strokovnem načrtovanju in merjenju učinkov regionalne politike ter za družbenogospodarske analize.  

## Razvoj statističnih regij

### Statistične regije 1995
Statistični urad RS je za izkazovanje statističnih podatkov na regionalni ravni prevzel členitev Slovenije na t. i. funkcionalne regije oziroma območja medobčinskega sodelovanja in jih poimenoval statistične regije. Te členitve so bile narejene sredi sedemdesetih let 20. stoletja za potrebe regionalnega načrtovanja in sodelovanja na različnih področjih.  Ker je bila prvotna regionalizacija narejena na podlagi analize gravitacijskih območij (zaposlitev, šolanje, oskrba) v dvanajstih regionalnih in njim pripadajočih subregionalnih središčih, se je izkazala za razmeroma stabilno.
Od leta 1990 do 1994 je bilo v Sloveniji 62 občin, imenovanih tudi komune, povezanih v 12 medobčinskih skupnosti. Že ime samo nakazuje, da so bile že takrat težnje po združevanju manjših teritorialnih enot v večja interesna območja. Konec leta 1994 je bila občinska mreža preoblikovana in ustanovljenih je bilo 147 občin. Razmeroma velike občine – komune – so bile preoblikovane v manjše, imenovane tudi samoupravne lokalne skupnosti.  S tem je bilo prekinjeno izkazovanje statističnih podatkov na ravni relativno velikih občin – komun  – za razmeroma dolge serije podatkov. Zato je bilo treba na vmesni ravni med občinami in državo podatke v čim večji meri pričeti izkazovati tudi na ravni statističnih regij.

### Statistične regije 1999
Statistični urad RS je leta 1995 uvedel statistične regije in ohranil potek meja in poimenovanje po 12 medobčinskih skupnostih. Njihova notranja členitev je bila prilagojena 147 občinam, pri čemer pa so se pojavila neujemanja v poteku mej med statističnimi regijami in občinami. Nekatere so po novih razmejitvah pripadale različnim statističnim regijam – največje neskladje se je pojavilo pri občini Škocjan, ki jo je meja statistične regije skoraj razpolavljala, manjša neskladja pa tudi v občinah Trebnje in Zreče. Statistični urad RS je statistične podatke, dostopne le na ravni občin, prikazoval v okviru samo ene statistične regije – tiste, kamor je sodil pretežni del občine. Ko je bila leta 1998 občinska mreža vnovič preoblikovana (192 občin) so se neskladja med mejami statističnih regij in občin še povečala. Območje občine Trebnje je bilo razdeljeno med tri statistične regije.

### Statistične regije 2000
Vlada Republike Slovenije je leta 2000 sprejela Uredbo o standardni klasifikaciji teritorialnih enot – SKTE (Uradni list RS, št. 28/00). S to uredbo je bila predpisana sistematika členitev ozemlja Slovenije na enajstih ravneh. S to uredbo so statistične regije postale enote na ravni SKTE 3. Uredba o SKTE iz leta 2000 je potek meja statističnih regij uskladila s potekom meja občin. Tako so bila odpravljena neskladja med mejami občin in mejami statističnih regij. Statistične regije so postale del hierarhične členitve ozemlja Slovenije in s tem je bila dosežena možnost za zanesljivo združevanje statističnih podatkov z nižjih na višje ravni. Poleg tega se je s to Uredbo znatno spremenil obseg dveh statističnih regij: iz dotedanje osrednjeslovenske statistične regije je bil izločen njen južni del (občine Ribnica, Kočevje, Kostel, Sodražica, Loški Potok, Osilnica) in bil pripojen dotedanji dolenjski statistični regiji; ta se je zato povečala in je dobila novo ime – jugovzhodna Slovenija.

### Statistične regije 2004
Leta 2003 je bila kot orodje za izkazovanje evropsko primerljivih podatkov sprejeta in uveljavljena Uredba (ES) št. 1059/2003 Evropskega parlamenta in Sveta o oblikovanju skupne klasifikacije statističnih teritorialnih enot – NUTS (Common classification of territorial units for statistics). Uredba NUTS ureja teritorialno členitev držav na ravneh od NUTS 1 do NUTS 3. Za Slovenijo je uporaba te klasifikacije postala obvezna od 1. 5. 2004 dalje. 

### Statistične regije 2007
Ker Uredba NUTS tako ureja teritorialno razdelitev Slovenije na ravneh NUTS 1, NUTS 2 in NUTS 3, to pomeni, da so prve tri ravni uredbe SKTE iz leta 2000 urejene že z Uredbo NUTS. Zato je bila v začetku leta 2007 sprejeta nova Uredba o SKTE (Uradni list RS, št. 9/07). Uredba ureja le ravni od SKTE 4; to je od upravnih enot navzdol. Do tretje ravni pa temelji na klasifikaciji NUTS. Statistične regije tako predstavljajo raven NUTS 3. Večje spreminjanje obsega in števila statističnih regij oziroma NUTS 3 enot je v skladu z Uredbo NUTS mogoče le vsaka tri leta – ob upoštevanju meril, ki določajo, koliko prebivalcev morajo imeti enote na posamezni ravni NUTS.

### Statistične regije 2015
18. decembra 2013 je bila objavljena spremenjena Uredba o oblikovanju skupne klasifikacije statističnih teritorialnih enot (NUTS). Uredba se glede pošiljanja statističnih podatkov Komisiji (Eurostatu) uporablja od 1. januarja 2015 dalje. Slovenija s spremenjeno uredbo uveljavlja naslednje spremembe: 1. Spremembo imen dveh statističnih regij: - notranjsko-kraška statistična regija se preimenuje v primorsko-notranjsko, - spodnjeposavska statistična regija se preimenuje v posavsko. 2. Spremembo mej štirih statističnih regij: - savinjske, posavske, osrednjeslovenske, zasavske.
Pomurska, podravska, koroška in obalno-kraška regija niso imele nobenih prostorskih sprememb. 
Natančne informacije o spremembah med statističnimi regijami so opisane  v Pojasnilih o spremembah območij statističnih regij.

## Klasifikacija teritorialnih enot
Členitev teritorialnih enot v Republiki Sloveniji urejata nacionalni standard - Standardna klasifikacija teritorialnih enot (SKTE) - in skupna klasifikacija statističnih teritorialnih enot v  Evropski uniji (NUTS). 
The Nomenclature of Territorial Units for Statistics, v nadaljnjem besedilu NUTS, je skupna evropska statistična klasifikacija teritorialnih enot, ki je bila potrjena v parlamentu EU 26. maja 2003. Omenjeno klasifikacijo je vzpostavil Eurostat (statistični urad Evropskih skupnosti), da bi tako zagotovil celovito in dosledno členitev teritorialnih enot, potrebno za zbiranje, razvoj in usklajevanje regionalnih statistik v Evropski uniji.
Klasifikacija NUTS je zasnovana na treh načelih:
1. Klasifikacija NUTS daje prednost upravnim razdelitvam teritorija. Za razdelitev teritorija se najpogosteje uporabljajo normativna in analitična merila. Normativne regije izražajo politično voljo (velikost tovrstnih teritorialnih skupnosti je izražena s številom prebivalstva, ki je zmožno učinkovito in gospodarno reševati pomembna vprašanja, skladno z zgodovinskimi, kulturnimi in drugimi dejavniki). Analitične regije (imenujejo jih tudi funkcionalne) so opredeljene skladno z analitičnimi zahtevami in povezujejo območja s skupnimi geografskimi (npr. enaka nadmorska višina, enak tip prsti) ali socialno-ekonomskimi značilnostmi (homogenost ali komplementarnost regionalnih ekonomij). Klasifikacija NUTS, ki je bila vzpostavljena za statistične namene, temelji na upravni (institucionalni) razdelitvi teritorialnih enot predvsem zaradi praktičnih razlogov (dosegljivost podatkov in uveljavljanje regionalnih politik).
2. Klasifikacija NUTS daje prednost regionalnim enotam splošnega značaja. V nekaterih državah članicah Evropske unije se uporablja tudi členitev na posebne teritorialne enote, ki jih v enoto povezuje posebna dejavnost (tak primer so rudarske regije, kmetijske regije, zaposlitvene regije).
3. Klasifikacija NUTS je hierarhično razdeljena na tri ravni. Ker klasifikacija NUTS temelji na hierarhični členitvi, se ozemlja držav delijo na hierarhične ravni; na prvi ravni so enote ravni NUTS 1, te se nadalje členijo na enote ravni NUTS 2, na tretji ravni pa so enote ravni NUTS 3. Države morajo pri razdelitvi svojega ozemlja na enote NUTS upoštevati normativna merila (število prebivalcev), ki so določena v uredbi o NUTS. To pomeni, da ni nujno, da vsaka država uporabi vse tri ravni hierarhične razdelitve. Luksemburg je npr. država, katere celotno ozemlje predstavlja tako enoto na ravni NUTS 1 kot tudi na ravneh NUTS 2 in NUTS 3.
Kriterije za število in velikost regij na vseh ravneh, med drugim tudi na ravni NUTS 3 (statistične regije), določa Uredba o NUTS (št. 1059/2003), ki je bila dopolnjena leta 2005. Države članice EU so po enotnih kriterijih teritorialno členjene na treh ravneh:
NUTS 1 (v primeru Slovenije je to celotna država),
NUTS 2 (v primeru Slovenije: kohezijski regiji Vzhodna in Zahodna Slovenija),
NUTS 3 (v primeru Slovenije: 12 statističnih regij).
Standardna klasifikacija teritorialnih enot (SKTE) je obvezen nacionalni standard, ki se uporablja pri evidentiranju, zbiranju, obdelovanju, analiziranju, posredovanju in izkazovanju podatkov o teritorialni razdelitvi Republike Slovenije. SKTE se uporablja v podporo razvoju, pri strokovnem načrtovanju in merjenju učinkov politike, za socioekonomske analize, izobraževanje ter informiranje širše javnosti.
SKTE do tretje ravni temelji na klasifikaciji, ki jo določa Uredba NUTS, od četrte ravni dalje pa se ozemlje za potrebe statistike členi še na pet nižjih ravni:
SKTE 4 upravne enote, SKTE 5 občine, SKTE 6 krajevne skupnosti, vaške skupnosti in četrtne skupnosti, SKTE 7 naselja, SKTE 8 prostorski okoliši.
SKTE temelji pa na Uredbi o standardni klasifikaciji teritorialnih enot (Ur. l. RS, št. 9/2007).

## Produkti statističnega urada Republike Slovenije
Statistični urad RS regionalne podatke objavlja v različnih oblikah. Podatki na regionalni ravni so lahko pomembna podpora načrtovanju, usmerjanju in spremljanju regionalnega razvoja. Hkrati so statistični podatki, ki so umeščeni v prostor, zanimivi tudi za širši krog uporabnikov, saj lahko med njimi vsakdo najde tiste in take, ki so uporabni prav zanj, za njegovo regijo. Podatki za statistične regije so uporabnikom dostopni v tiskani obliki v publikaciji Slovenske regije v številkah oziroma v interaktivni vizualni obliki v aplikaciji Slovenske regije in občine v številkah. Slednji skozi preprosto navigacijo omogoča prikaz izbranih podatkov in kazalnikov po statističnih regijah in občinah, praviloma v daljših časovnih vrstah. Pri izbrani vsebini se lahko spreminja teritorialna raven prikaza (statistične regije ali občine) in leto, na katerega se podatki nanašajo za vsa tematska področja. Interaktivna spletna apliacija STAGE pa omogoča prikazovanje statističnih podatkov po izbranih prostorskih enotah v kombinaciji z različnimi kartografskimi podlagami iz orodja Google Maps. Tu lahko izdelamo prostorske poizvedbe na različnih prostorskih enotah in časovnih serijah, si ogledamo kako se določen pojav v prostoru s časom spreminja, primerjamo pojav v dveh različnih občinah/regijah ali izdelamo lastno karto. Omogoča tudi podatkovni izvoz ali vgnezdenje (embed) izdelane karte v (spletne) dokumente. Regionalne podatke pa je moč najti tudi v podatkovni bazi Statističnega urada RS z nazivom SI-STAT. 

## Izbrani podatki po statističnih regijah, 2023
Največja statistična regija je jugovzhodna Slovenija z 2.675 km2. Obsega 13,2 % površine Slovenije. Največ prebivalcev Slovenije je živelo v osrednjeslovenski statistični regiji, to je vsak četrti. Osrednjeslovenska regija je bila z 241 prebivalci na km2 hkrati najgosteje poseljena regija. Primorsko-notranjska statistična regija je k celotnemu prebivalstvu Slovenije prispevala najmanjši delež: 2,5 %. Tudi gostota poseljenosti je bila tukaj najmanjša – na km2 je živelo povprečno 37 prebivalcev. Prebivalstvo Slovenije se stara. Povprečna starost je bila 44,1 leta in le v treh regijah je bila nižja od slovenskega povprečja. Najvišjo povprečno starost je imela pomurska statistična regija, in sicer 46,6 leta, najnižjo pa osrednjeslovenska regija, 42,5 leta. 
V Sloveniji je bilo registriranih 1,2 milijona osebnih avtomobilov, torej sta si v povprečju en osebni avtomobil delila manj kot dva prebivalca Slovenije. Največ avtomobilov na 1.000 prebivalcev je bilo v goriški regiji – 648, in prav tu so se vozili s povprečno najstarejšimi avtomobili, starimi 12,9 leta.
Največ turističnih prenočitev je bilo v gorenjski regiji, 24 %. V Sloveniji več prenočitev ustvarijo tuji turisti, izjema sta bili leti 2020 in 2021 zaradi vpliva pandemije covida-19. V letu 2023 je bilo 72 % prenočitev tujih turistov, največji delež prenočitev tujih turistov v primerjavi z domačimi pa je bil v osrednjeslovenski regiji (94 %). Tuji turisti so sicer največ prenočitev ustvarili v gorenjski regiji (28 %), domači turisti pa v obalno-kraški regiji (28 %).
Ločeno smo zbrali 74 % komunalnih odpadkov od vseh nastalih, deset let prej pa 63 %. Največ komunalnih odpadkov so ločeno zbrali v savinjski regiji, 78 %. Najmanj komunalnih odpadkov na prebivalca so ustvarili v primorsko-notranjski regiji, 427 kg/prebivalca ali 91 kg manj od slovenskega povprečja. Največji delež vrednosti vseh investicij v varstvo okolja v Sloveniji je prispevala osrednjeslovenska regija (58 %).

Največ delovnih migrantov, ki so delali zunaj regije prebivališča, je bilo v zasavski regiji (53 %), najmanj pa v osrednjeslovenski regiji (10 %). Največ delovnih migrantov je v osrednjeslovensko regijo prihajalo iz gorenjske regije, približno 23.400. Osrednjeslovenska regija je imela najvišjo povprečno neto plačo. Ta je bila za 8 % višja od slovenskega povprečja. Najnižjo povprečno neto plačo so prejemali v primorsko-notranjski regiji, ta je bila za 11 % nižja od slovenskega povprečja. Osrednjeslovenska regija je imela z 44.567 EUR najvišji bruto domači proizvod na prebivalca med regijami in je ustvarila 39 % nacionalne bruto dodane vrednosti.

## Statistične regije
| Število | Statistična regija          | Prebivalstvo (1. 7. 2024) | Površina, km2 (1. 1. 2024) |
| ------- | --------------------------- | ------------------------- | -------------------------- |
| 1       | Pomurska regija             | 113.551                   | 1.336                      |
| 2       | Podravska regija            | 330.635                   | 2.170                      |
| 3       | Koroška regija              | 70.512                    | 1.041                      |
| 4       | Savinjska regija            | 262.450                   | 2.301                      |
| 5       | Zasavska regija             | 57.195                    | 485                        |
| 6       | Posavska regija             | 75.924                    | 968                        |
| 7       | Jugovzhodna Slovenija       | 148.273                   | 2.675                      |
| 8       | Osrednjeslovenska regija    | 566.811                   | 2.334                      |
| 9       | Gorenjska regija            | 209.491                   | 2.137                      |
| 10      | Primorsko-notranjska regija | 54.067                    | 1.456                      |
| 11      | Goriška regija              | 118.132                   | 2.325                      |
| 12      | Obalno-kraška regija        | 119.283                   | 1.043                      |

## Občine po statističnih regijah

### pomurska statistična regija
Občine (27)
| - Občina Apače - Občina Beltinci - Občina Cankova - Občina Črenšovci - Občina Dobrovnik - Občina Gornja Radgona - Občina Gornji Petrovci | - Občina Grad - Občina Hodoš - Občina Kobilje - Občina Križevci - Občina Kuzma - Občina Lendava - Občina Ljutomer | - Občina Moravske Toplice - Mestna občina Murska Sobota - Občina Odranci - Občina Puconci - Občina Radenci - Občina Razkrižje - Občina Rogašovci | - Občina Sveti Jurij ob Ščavnici - Občina Šalovci - Občina Tišina - Občina Turnišče - Občina Velika Polana - Občina Veržej |

### podravska statistična regija
Občine (41)
| - Občina Benedikt - Občina Cerkvenjak - Občina Cirkulane - Občina Destrnik - Občina Dornava - Občina Duplek - Občina Gorišnica - Občina Hajdina - Občina Hoče - Slivnica - Občina Juršinci - Občina Kidričevo | - Občina Kungota - Občina Lenart - Občina Lovrenc na Pohorju - Občina Majšperk - Občina Makole - Mestna občina Maribor - Občina Markovci - Občina Miklavž na Dravskem polju - Občina Oplotnica - Občina Ormož | - Občina Pesnica - Občina Podlehnik - Občina Poljčane - Mestna občina Ptuj - Občina Rače - Fram - Občina Ruše - Občina Selnica ob Dravi - Občina Slovenska Bistrica - Občina Središče ob Dravi - Občina Starše | - Občina Sveta Ana - Občina Sveta Trojica v Slovenskih goricah - Občina Sveti Andraž v Slovenskih goricah - Občina Sveti Jurij v Slovenskih goricah - Občina Sveti Tomaž - Občina Šentilj - Občina Trnovska vas - Občina Videm - Občina Zavrč - Občina Žetale |

### koroška statistična regija
Občine (12)
| - Občina Črna na Koroškem - Občina Dravograd - Občina Mežica | - Občina Mislinja - Občina Muta - Občina Podvelka | - Občina Prevalje - Občina Radlje ob Dravi - Občina Ravne na Koroškem | - Občina Ribnica na Pohorju - Mestna občina Slovenj Gradec - Občina Vuzenica |

### savinjska statistična regija
Občine (31)
| - Občina Braslovče - Mestna občina Celje - Občina Dobje - Občina Dobrna - Občina Gornji Grad - Občina Kozje - Občina Laško - Občina Ljubno | - Občina Luče - Občina Mozirje - Občina Nazarje - Občina Podčetrtek - Občina Polzela - Občina Prebold - Občina Rečica ob Savinji | - Občina Rogaška Slatina - Občina Rogatec - Občina Slovenske Konjice - Občina Solčava - Občina Šentjur pri Celju - Občina Šmarje pri Jelšah - Občina Šmartno ob Paki - Občina Šoštanj | - Občina Štore - Občina Tabor - Mestna občina Velenje - Občina Vitanje - Občina Vojnik - Občina Vransko - Občina Zreče - Občina Žalec |

### zasavska statistična regija
Občine (4)
| - Občina Hrastnik | - Občina Litija | - Občina Trbovlje | - Občina Zagorje ob Savi |

### posavska statistična regija
Občine (6)
| - Občina Bistrica ob Sotli | - Občina Brežice | - Občina Kostanjevica na Krki | - Občina Krško | - Občina Radeče | - Občina Sevnica |

### statistična regija jugovzhodna Slovenija
Občine (21)
| - Občina Črnomelj - Občina Dolenjske Toplice - Občina Kočevje - Občina Kostel - Občina Loški Potok - Občina Metlika | - Občina Mirna - Občina Mirna Peč - Občina Mokronog - Trebelno - Mestna občina Novo mesto - Občina Osilnica | - Občina Ribnica - Občina Semič - Občina Sodražica - Občina Straža - Občina Šentjernej | - Občina Šentrupert - Občina Škocjan - Občina Šmarješke Toplice - Občina Trebnje - Občina Žužemberk |

### osrednjeslovenska statistična regija
Občine (25)
| - Občina Borovnica - Občina Brezovica - Občina Dobrepolje - Občina Dobrova - Polhov Gradec - Občina Dol pri Ljubljani - Občina Domžale - Občina Grosuplje | - Občina Horjul - Občina Ig - Občina Ivančna Gorica - Občina Kamnik - Občina Komenda - Mestna občina Ljubljana | - Občina Log - Dragomer - Občina Logatec - Občina Lukovica - Občina Medvode - Občina Mengeš - Občina Moravče | - Občina Škofljica - Občina Šmartno pri Litiji - Občina Trzin - Občina Velike Lašče - Občina Vodice - Občina Vrhnika |

### gorenjska statistična regija
Občine (18)
| - Občina Bled - Občina Bohinj - Občina Cerklje na Gorenjskem - Občina Gorenja vas - Poljane - Občina Gorje | - Občina Jesenice - Občina Jezersko - Mestna občina Kranj - Občina Kranjska Gora - Občina Naklo | - Občina Preddvor - Občina Radovljica - Občina Šenčur - Občina Škofja Loka | - Občina Tržič - Občina Železniki - Občina Žiri - Občina Žirovnica |

### primorsko-notranjska statistična regija
Občine (6)
| - Občina Bloke - Občina Cerknica | - Občina Ilirska Bistrica - Občina Loška dolina | - Občina Pivka | - Občina Postojna |

### goriška statistična regija
Občine (13)
| - Občina Ajdovščina - Občina Bovec - Občina Brda - Občina Cerkno | - Občina Idrija - Občina Kanal ob Soči - Občina Kobarid | - Občina Miren - Kostanjevica - Mestna občina Nova Gorica - Občina Renče - Vogrsko | - Občina Šempeter - Vrtojba - Občina Tolmin - Občina Vipava |

### obalno-kraška statistična regija
Občine (8)
| - Občina Ankaran - Občina Divača | - Občina Hrpelje - Kozina - Občina Izola | - Občina Komen - Mestna občina Koper | - Občina Piran - Občina Sežana |